# Doutrina Primakov
A chamada Doutrina Primakov foi batizada em homenagem ao ex-primeiro-ministro da Rússia Yevgeny Primakov, a doutrina Primakov postula que um mundo unipolar dominado pelos Estados Unidos é inaceitável para a Rússia e estabelece novas bases para uma política externa russa independente, a partir da adoção do conceito de multipolaridade nas relações exteriores.
Antes de Primakov ganhar destaque, a Rússia havia tentando uma certa acomodação com o Ocidente. Primakov iniciou ações para seguir um caminho independente em suas relações exteriores, demonstrando conscientemente ao Ocidente que a Rússia não estava disposta a ser casualmente relegada ao proverbial "pilha de poeira da história". Primakov imaginou um bloco liderado pela Rússia que emergiria como uma alternativa ao então emergente mundo unipolar liderado pelos EUA e criaria uma ordem mundial verdadeiramente multipolar. O conceito inicial era de um grupo trilateral – Rússia, China e Índia – que se tornou a base e o gatilho para o surgimento dos BRICS, da Organização para a Cooperação de Xangai e a OTSC.
O conceito de Primakov começou como um equilíbrio para neutralizar a ameaça imediata à Rússia, que era a pressão internacional exercida após o colapso da União Soviética. Ele formulou a doutrina como a ponte de ligação entre o objetivo da política e a estratégia para prevenir a reação política às iniciativas russas. Esse objetivo deveria ser alcançado explorando a fraqueza do inimigo e aprimorando as manobras militares russas.

## Síntese
Essa doutrina defende a necessidade de que a a Rússia deve lutar por um mundo multipolar administrado por um concerto de grandes potências que possa contrabalançar o poder unilateral dos EUA, deve insistir em sua primazia no espaço pós-soviético e liderar a integração naquela região e se opor à expansão da OTAN.
O registro das últimas duas décadas revela vários temas-chave sobre o papel do poder duro na política externa e militar da Rússia. Um primeiro fato relevante é de que o poder militar é o capacitador necessário da guerra híbrida. As ferramentas híbridas podem ser um instrumento de gerenciamento de risco quando o hard power é muito arriscado, caro ou impraticável, mas o poder militar está sempre em segundo plano. Além disso, as armas nucleares são a base da segurança nacional da Rússia e a garantia final de sua independência estratégica. Mas eles não são um instrumento para empreendimentos arriscados – eles garantem que outras potências não se envolvam em tais empreendimentos contra a Rússia.
A implementação da doutrina Primakov tem sido tudo menos imprudente. Os usos russos de guerra híbrida e poder militar – contra a Geórgia em 2008 e a Ucrânia desde 2014, bem como na Síria desde 2015 – foram calibrados para evitar riscos indevidos. No entanto, a intervenção na Síria também destacou os limites do poder russo e da guerra híbrida. O hard power russo seria insuficiente para impor a versão de paz preferida do Kremlin na Síria, e Moscou não tem os vastos recursos econômicos e militares para se tornar uma hegemonia no Oriente Médio.
A questão-chave para a Rússia é se deve pressionar por maiores capacidades e assumir riscos adicionais em busca de um conjunto mais ambicioso de aspirações globais, ou continuar a seguir a doutrina Primakov e a prática cuidadosa de calcular os riscos e benefícios de um determinado curso. As novas gerações de líderes russos – menos conscientes da experiência soviética de superextensão do que a atual geração de líderes – podem ser mais influenciadas pelos sucessos da Crimeia e da Síria, mais inclinadas a correr riscos e mais ambiciosas em sua visão para a Rússia. Como eles abordam essas ambições e exercem o poder duro russo terá grandes consequências para o futuro da Rússia, da Eurásia e do mundo.

## Perspectivas
A noção de que uma doutrina militar poderia conduzir a política de segurança nacional russa contraria as tradições há muito estabelecidas de relações civis-militares na Rússia e na União Soviética. Os militares nunca foram os condutores da política de segurança nacional russa ou soviética; sempre foi seu implementador. Nas raras ocasiões em que altos líderes militares pareciam representar um desafio à liderança política do país – o marechal Georgy Zhukov em 1946 e 1957 e o marechal Nikolai Ogarkov em 1984 – eles foram removidos de seus cargos.
A tomada da Crimeia pela Rússia em 2014, a guerra não declarada no leste da Ucrânia, o uso de desinformação e a interferência nas eleições ocidentais reforçaram a impressão de que a doutrina Gerasimov é o novo modo russo de guerra e até mesmo um impulsionador da política externa. Essa impressão não está totalmente correta, pois, a doutrina Gerasimov trata-se da extensão da doutrina Primakov, mas, aplicada de forma concreta e operacionalizada no âmbito da política externa russa. Vejamos um comparativo entre as duas doutrinas:
| DOUTRINA PRIMAKOV (1996) | DOUTRINA GERASIMOV (2013) |
| O conceito definidor das políticas externas e de defesa russas por mais de duas décadas | Esforço para desenvolver um conceito operacional para o confronto contínuo com o Ocidente                                                                     |
| - Visão da Rússia como um ator indispensável com uma política externa independente - Visão de um mundo multipolar gerido por um concerto de grandes potências - A insistência na primazia da Rússia no espaço pós-soviético e a busca da integração eurasiana - Oposição à expansão da OTAN - Parceria com a China e Índia | - Guerra de todo o governo - Fusão de elementos de hard e soft power em vários domínios - Conflito permanente que transcende as fronteiras entre paz e guerra |

O mesmo padrão de relações civis-militares persistiu na Rússia pós-soviética. Enquanto algumas figuras militares de alto escalão tentaram desempenhar um papel mais proeminente na política interna do país durante o caótico mandato do presidente Boris Yeltsin, eles nunca conseguiram ganhar vantagem em suas negociações com o Kremlin. O general Alexander Lebed foi trazido para o círculo íntimo de Yeltsin quando as circunstâncias políticas o exigiram, mas ele foi rapidamente desviado para um posto provincial quando seus serviços não eram mais necessários.
A doutrina Primakov, em homenagem ao ex-ministro das Relações Exteriores e primeiro-ministro Yevgeny Primakov, que o atual ministro das Relações Exteriores da Rússia, Sergey Lavrov, exaltou como um conceito que será estudado de perto por futuros historiadores, postula que um mundo unipolar organizado por um único centro global de poder (os Estados Unidos) é inaceitável para a Rússia. Em vez disso, a política externa russa deve se esforçar para um mundo multipolar administrado por um concerto de grandes potências – Rússia, China e Índia, bem como os Estados Unidos. De acordo com essa visão, a Rússia não deveria tentar competir sozinha com os Estados Unidos; em vez disso, Moscou deve procurar restringir os Estados Unidos com a ajuda de outras grandes potências e se posicionar como um ator indispensável com voto e veto, cujo consentimento é necessário para resolver qualquer questão-chave enfrentada pela comunidade internacional. Um outro argumento a favor da multipolaridade era que um mundo unipolar era inerentemente instável,
Um dos elementos-chave da doutrina Primakov é sua insistência na primazia da Rússia no espaço pós-soviético e a busca de uma integração mais próxima entre as ex-repúblicas soviéticas com a Rússia na liderança. A oposição à expansão da OTAN e, mais amplamente, os esforços persistentes para enfraquecer as instituições transatlânticas (OTAN) e a ordem internacional liderada pelos EUA são outra. A parceria com a China é o terceiro componente fundamental. Todos os três continuam sendo os principais pilares da política externa russa hoje.
A adesão de Moscou à doutrina Primakov variou dependendo das capacidades russas. Com a economia da Rússia ainda sofrendo com a crise financeira de 1998 e seu arsenal de política externa enfraquecido por uma década de turbulência, as opções de Primakov eram limitadas: ele optou por não seguir o exemplo dos EUA. Mas, à medida que a economia russa se recuperou e o conjunto de ferramentas de política externa da Rússia se expandiu, as opções dos formuladores de políticas russos também se expandiram, marcando uma transição gradual da oposição passiva para cada vez mais ativa.
Em 2014, as forças militares russas estavam revisando sua doutrina para alinhá-la mais perfeitamente com a Doutrina Primakov. A doutrina revisada reiterou a crença de que uma guerra em larga escala contra a Rússia era altamente improvável e enfatizou a capacidade de dissuasão residente em forças militares capazes. Enquanto os militares russos estão gradualmente se afastando do conceito de guerras em grande escala, o Exército dos EUA está afirmando conscientemente que os soldados que estão no exército há menos de 18 anos não sabem o que uma operação de combate em grande escala implicaria. Assim, o Exército dos EUA iniciou o processo de redefinição de seu treinamento para se preparar para a grande luta, indicando que uma competição de grande poder entre pares está de volta no futuro. Obviamente, há uma diferença de visão entre o pensamento russo de longo prazo e o do Exército dos EUA.
A orientação escolhida por Primakov pode parecer excessivamente cautelosa nos tempos modernos. Foi um curso de concessões, manobras intermináveis, evitando conflitos. A Rússia, como proclamou, não vai se tornar vassalo de ninguém; é uma grande potência que quer manter relações de parceria com todos e ao mesmo tempo manter distância nessas relações tanto com o Oriente como com o Ocidente. Uma das prioridades era o fortalecimento da influência no espaço pós-soviético, a criação de projetos de integração nos quais a Rússia teria um papel de liderança.
Essa abordagem significava que o pragmatismo e o realismo deveriam se tornar as principais qualidades da política externa russa . Em seu estado de então, a Rússia não era capaz de se tornar um dos principais jogadores mundiais, ou seja, era preciso restaurar lenta e persistentemente a economia, acumular recursos e estabelecer contatos para, eventualmente, voltar a ser um dos pólos de poder. Essa doutrina lembrava extremamente a política de um dos ídolos de Primakov, o chanceler Gorchakov, que certa vez escreveu que "a Rússia está se concentrando".
Isso, por sua vez, significava que a Rússia precisava atingir seus objetivos em cooperação com outros países, principalmente com os novos gigantes asiáticos – China e Índia. Kozyrev foi tão longe que, para centralizar a política da Rússia, foi necessário um movimento para o leste, que, como esperado, foi mal recebido pelo Ocidente. No entanto, Primakov foi firme: Moscou deve cooperar com Nova Délhi e Pequim para coordenar esforços na arena internacional e promover o movimento em direção a um mundo multipolar.
Para Primakov, no entanto, isso não significou um retorno a um duro confronto com o Ocidente. Nas condições então prevalecentes, Moscou não podia fazer nada para impedir a expansão da OTAN; restava agir diplomaticamente. O “Ato Fundador de Relações Mútuas, Cooperação e Segurança entre a Federação Russa e a OTAN” foi adotado e foi criado um canal através do qual a Rússia poderia ao menos transmitir suas preocupações ao Ocidente, uma vez que ainda não estava em seu poder impedir o avanço da aliança para o leste.

## Literatura
Evgeny Primakov é autor de várias monografias e várias memórias, incluindo: 
- "Os países da Arábia e o colonialismo" (1956);
- "O colonialismo é o pior inimigo do povo da Arábia Saudita" (1957);
- "Conflitos Internacionais dos Anos Sessenta e Setenta" (1972, co-autoria);
- "Egito: o tempo do Presidente Nasser" (1974, 2ª ed. 1981; co-autoria com I. P. Belyaev);
- Oriente Médio: Cinco Caminhos para a Paz (1974);
- "Crise energética: a abordagem dos cientistas soviéticos" (1974);
- "Crise Energética no Mundo Capitalista" (1975, editor);
- "Anatomia do conflito no Oriente Médio" (1978);
- "Novos fenômenos no setor energético do mundo capitalista" (1979);
- "O Oriente após o colapso do sistema colonial" (1982);
- "Leste: a virada dos anos 80" (1983);
- A história de um conluio: a política do Oriente Médio dos EUA na década de 1970 - cedo. anos 80." (1985);
- "Ensaios sobre a História da Inteligência Estrangeira Russa" (em 6 vols, 1996);
- "Anos na grande política" (1999);
- "Oito meses mais ..." (2001);
- O Mundo Depois do 11 de Setembro (2002);
- Confidencial: O Oriente Médio em cena e nos bastidores (2006, 2ª ed. 2012);
- "Campo minado da política" (2006);
- “Um mundo sem a Rússia? A que leva a miopia política” (2009);
- "Pensando alto". M.: Rossiyskaya gazeta, 2011. 207 p., 15.000 exemplares, ISBN 978-5-905308-03-1< ;
- "Rússia. Esperanças e ansiedades. M.: Tsentrpoligraf, 2015., ISBN 978-5-227-05735-8;
- "Encontros na Encruzilhada" M.: Tsentrpoligraf, 2015. 607 p., ISBN 978-5-227-05739-6 ;
- “Oriente Médio no palco e nos bastidores. Confidencialmente". M.: Tsentrpoligraf, 2016. 415 p., ISBN 978-5-227-05792-1.[8]

Os livros de E. M. Primakov foram republicados no exterior em chinês, italiano, inglês, búlgaro, turco, persa, árabe, alemão, japonês, grego, sérvio, macedônio, romeno e francês.